# Live Santa Monica '72
Live Santa Monica '72 es un álbum en directo del músico y compositor británico David Bowie. Se lanzó el 30 de junio de 2008 en el Reino Unido y el 22 de julio del mismo año en Estados Unidos. Es el lanzamiento oficial del bootleg Santa Monica '72.
La grabación tuvo lugar el 20 de octubre de 1972 en el Santa Monica Civic Auditorium, Santa Mónica, California.

## Lista de canciones
Todas las canciones compuestas por David Bowie, excepto donde se indique lo contrario.
1. Introduction – 0:13
2. "Hang On to Yourself" – 2:46
3. "Ziggy Stardust" – 3:23
4. "Changes" – 3:27
5. "The Supermen" – 2:55
6. "Life on Mars?" – 3:28
7. "Five Years" – 4:32
8. "Space Oddity" – 5:05
9. "Andy Warhol" – 3:50
10. "My Death" (Eric Blau, Mort Shuman, Jacques Brel) – 5:51
11. "The Width of a Circle" – 10:44
12. "Queen Bitch" – 3:00
13. "Moonage Daydream" – 4:53
14. "John, I'm Only Dancing" – 3:16
15. "I'm Waiting for the Man" (Lou Reed) – 5:45
16. "The Jean Genie" – 4:00
17. "Suffragette City" – 4:12
18. "Rock 'n' Roll Suicide" – 3:01

## Personal
- David Bowie – guitarra, voz.
- Mick Ronson – guitarra líder, bajo, voz.
- Trevor Bolder – bajo
- Mick "Woody" Woodmansey – batería.
- Mike Garson – teclado

### Personal técnico
- Mike Moran – ingeniero
- Grover Hesley – mezclas
- Ted Jensen – masterización